# Partidul Socialist (Portugalia)
Partidul Socialist (PS; în portugheză Partido Socialista, PS, pronunțat [pɐɾˈtiðu susiɐˈliʃtɐ]) este un partid politic social-democrat din Portugalia. A fost fondat la 19 aprilie 1973 în orașul german Bad Münstereifel de militanții Acțiunii Socialiste Portugheze (în portugheză Acção Socialista Portuguesa). PS este unul dintre cele două partide politice principale din Portugalia.
1. ↑   https://www.rtp.pt/noticias/politica/grande-entrevista-carlos-cesar-aponta-muitas-suspeitas-sobre-montenegro_v1640495 Lipsește sau este vid: |title= (ajutor)
2. ↑   https://fmsoaresbarroso.pt/cronologia/ Lipsește sau este vid: |title= (ajutor)
3. ↑   http://progressive-alliance.info/2810-2/, accesat în 15 martie 2019 Lipsește sau este vid: |title= (ajutor)